# Antônio Maria (1968)
Antônio Maria foi uma telenovela brasileira produzida e exibida pela extinta TV Tupi às 19 horas, entre 11 de julho de 1968 e 3 de maio de 1969, substituindo O Coração não Envelhece e sendo substituída por Nino, o Italianinho. Foi escrita por Geraldo Vietri e Walther Negrão, sob direção do próprio Vietri. Ganhou uma nova versão em 1985 pela Rede Manchete. 
Dos 256 capítulos originalmente exibidos, apenas 3 foram preservados, estando sob a guarda da Cinemateca Brasileira. É uma das poucas telenovelas da década de 1960, produzidas no Brasil, a ter 1 ou mais capítulos preservados. 
Conta com Sérgio Cardoso, Aracy Balabanian, Carmem Monegal, Elísio de Albuquerque, Maria Luiza Castelli, Wilson Fragoso, Tony Ramos e Néa Simões nos papéis principais.

## Enredo

Aracy Balabanian, Carmem Monegal e Sérgio Cardoso em uma cena da novela.

Antônio Maria é um português que chega em São Paulo e vai trabalhar como motorista na casa dos milionários Adalberto e Carlota, donos de uma cadeia de supermercados, onde logo desperta a paixão das duas filhas deles: a bondosa Heloísa e a ardilosa Marina, que passa a fazer de tudo para tirar a irmã do caminho e conquistar o moço. Quem não gosta dele são Heitor, o arrogante namorado de Heloísa, e Catarina, a elitista irmã de Carlota que não vê com bons olhos as sobrinhas se envolverem com um motorista. O outro filho do casal é o irresponsável Jorgito, que só quer saber de festejar com o primo Eduardo. Na mansão ainda moram Gustavo, contador de Adalberto que gosta verdadeiramente de Marina, e Glorinha, que vive um romance de amor e ódio com Otávio, embora seja insegura por ele ser rico e ela filha da governanta Berenice.
Ainda há Maria Clara, empregada que sonha em desfilar numa escola de escola de samba e é enrolada pelo bombeiro Honório, e Fernando, português amigo de Antônio Maria que fez a vida no Brasil ao abrir uma panificadora e que enlouquece a esposa Rita com seu jeito pão-duro. Eles são pais de Alzira, moça iludida que não é correspondida por Eduardo. O que ninguém imagina é que Antônio Maria na verdade é um milionário que veio ao Brasil fugindo da paixão obsessiva de sua madrasta Amália e que, cansado do mundo dos ricos, decidiu viver como um cidadão comum.

## Elenco
| Intérprete            | Personagem              |
| --------------------- | ----------------------- |
| Sérgio Cardoso        | Antônio Maria Figueroa  |
| Aracy Balabanian      | Heloísa Dias Leme       |
| Carmem Monegal        | Marina Dias Leme        |
| Elísio de Albuquerque | Dr. Adalberto Dias Leme |
| Maria Luiza Castelli  | Carlota Dias Leme       |
| Wilson Fragoso        | Heitor de Lima          |
| Tony Ramos            | Gustavo Bellini         |
| Néa Simões            | Catarina Dias Leme      |
| Annamaria Dias        | Glorinha Gonçalves      |
| Paulo Figueiredo      | Otávio Ferrari          |
| Jacyra Silva          | Maria Clara             |
| Gian Carlo            | Jorgito Dias Leme       |
| Dennis Carvalho       | Eduardo Dias Leme       |
| Patrícia Mayo         | Alzira Nobre            |
| Guiomar Gonçalves     | Rita Nobre              |
| Carlos Duval          | Fernando Nobre          |
| Marcos Plonka         | Cabo Honório            |
| Norah Fontes          | Berenice Gonçalves      |
| Canarinho             | Zé Bacia                |
| Xisto Guzzi           | Dr. Plínio Simões       |
| Guy Loup              | Lúcia                   |
| Beth Caruso           | Beth                    |
| Telcy Perez           | Queiroz                 |
| Marili Gomes          | Neide                   |

### Participações especiais
| Intérprete        | Personagem                 |
| ----------------- | -------------------------- |
| Gilda Valença     | Amália Alencastro Figueroa |
| Antônio Leite     | Dr. Lourenço Cintra        |
| Lima Duarte       | Dr. Farias                 |
| Geórgia Gomide    | Madalena                   |
| Luiz Carlos Braga | Machado                    |

## Trilha sonora
1. "Tema de Amor em Forma de Prelúdio" - Sérgio Cardoso
2. "Soneto" - declamação de Sérgio Cardoso
3. "Só Nós Dois" - Tony de Matos
4. "Coimbra" - Altamiro Carrilho e sua Bandinha
5. "Uma Casa Portuguesa" - Altamiro Carrilho e sua Bandinha
6. "Corridinho 1951" - Altamiro Carrilho e sua Bandinha
7. "Canção do Mar" - Sérgio Cardoso
8. "Cântico Negro" - declamação de Sérgio Cardoso
9. "Lado a Lado" - Tony de Matos
10. "Bailarinho da Madeira" - Altamiro Carrilho e sua Bandinha
11. "A Rosinha dos Limões" - Altamiro Carrilho e sua Bandinha
12. "Tiroliroliro" - Altamiro Carrilho e sua Bandinha